# Parc Maksimir
Le parc Maksmir est le plus ancien parc public de la capitale de la Croatie, Zagreb, dans l'arrondissement du même nom. D'une superficie de 316 ha, le parc est fondé en 1787 et ouvert au public en 1794. Il compte parmi les parcs publics les plus anciens d'Europe.
Au sein de ce parc, très appréciés des Zagrébois, se trouve le parc zoologique de la ville.
Le parc est agrémenté de nombreux bâtiments, étangs, ainsi qu'un « pavillon de l'écho » où l'on peut entendre son écho.

Carte du parc Maksimir.

## Histoire
En 1787, l'évêque de Zagreb Maksimilijan Vrhovac (en) fonde un parc à l'extérieur de la ville. Vrhovac souhaitait par là constituer, au sein des grandes étendues de forêts propriétés de l'évêché, aménager un parc pour la promenade.
La première mention écrite du parc apparaît en 1791. En 1794, le parc Maksimir devient le premier parc public dans cette partie de l'Europe. À la fin du XVIIIe siècle, il accueille une ménagerie, ancêtre du zoo actuel.
L'évêque Juraj Haulík poursuit l'aménagement du parc. L'architecte viennois Franz Schücht (hr) conçoit l'ensemble des bâtiments et pavillons du parc. Le paysagiste Michael Sebastian Riedl inscrit quant à lui sa trace en dirigeant la poursuite des travaux d'aménagement du parc. Après la mort de Juraj Haulík en 1869, de nouveaux pavillons sont construits ainsi que des kiosques, le parc reçoit des sculptures et des jardins.
En 1925, le zoo de Zagreb (en croate : Zoološki vrt grada Zagreba) est fondé par le maire d'alors, Vjekoslav Heinzel (en), sur l'île des cygnes (en croate : Labuđi otok).
Désormais, le parc Maksimir fait partie du patrimoine culturel de la ville et c'est un habitat pour de nombreuses espèces végétales et animales.

## Galerie

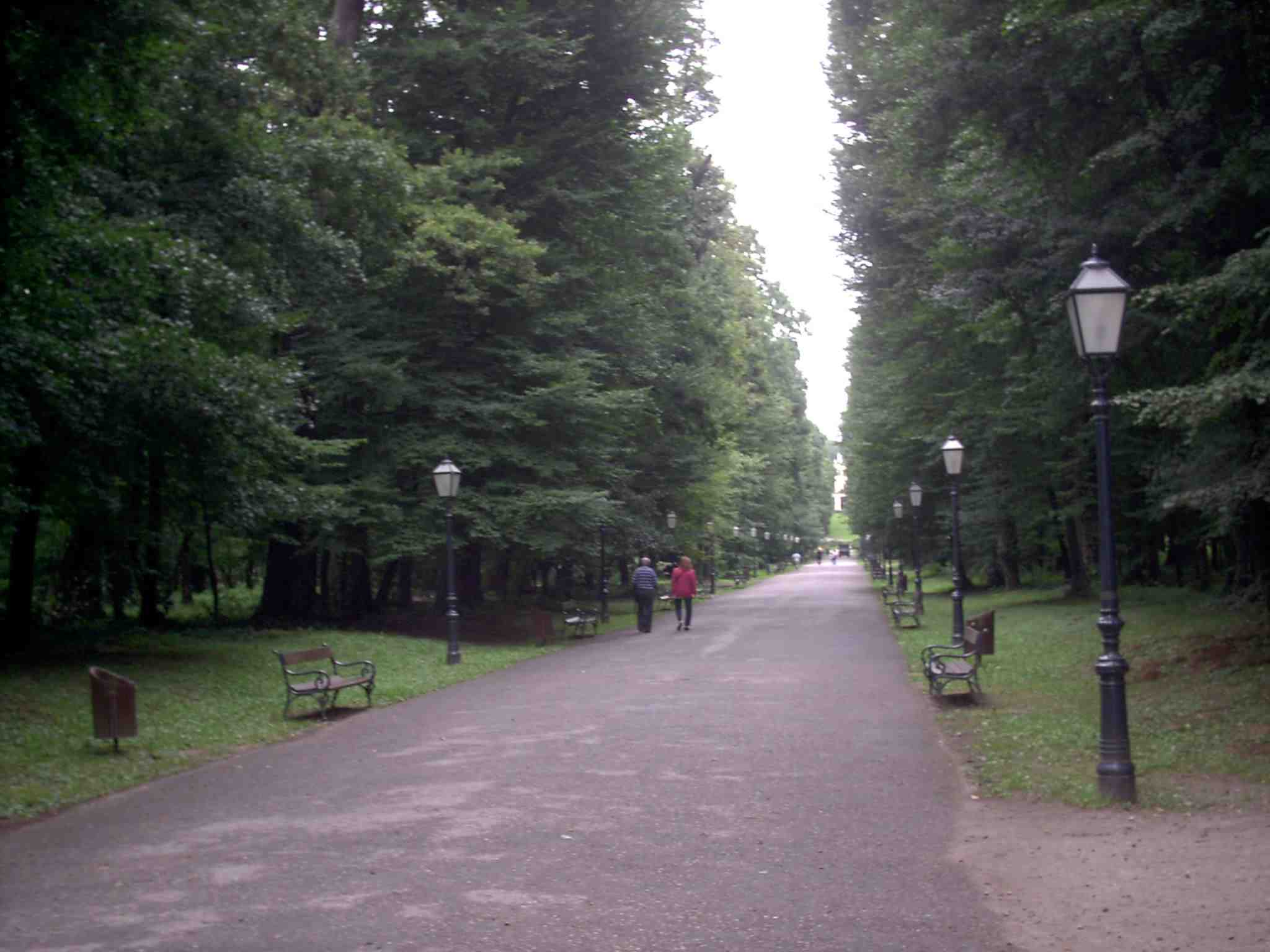
Parc Maksimir, allée principale
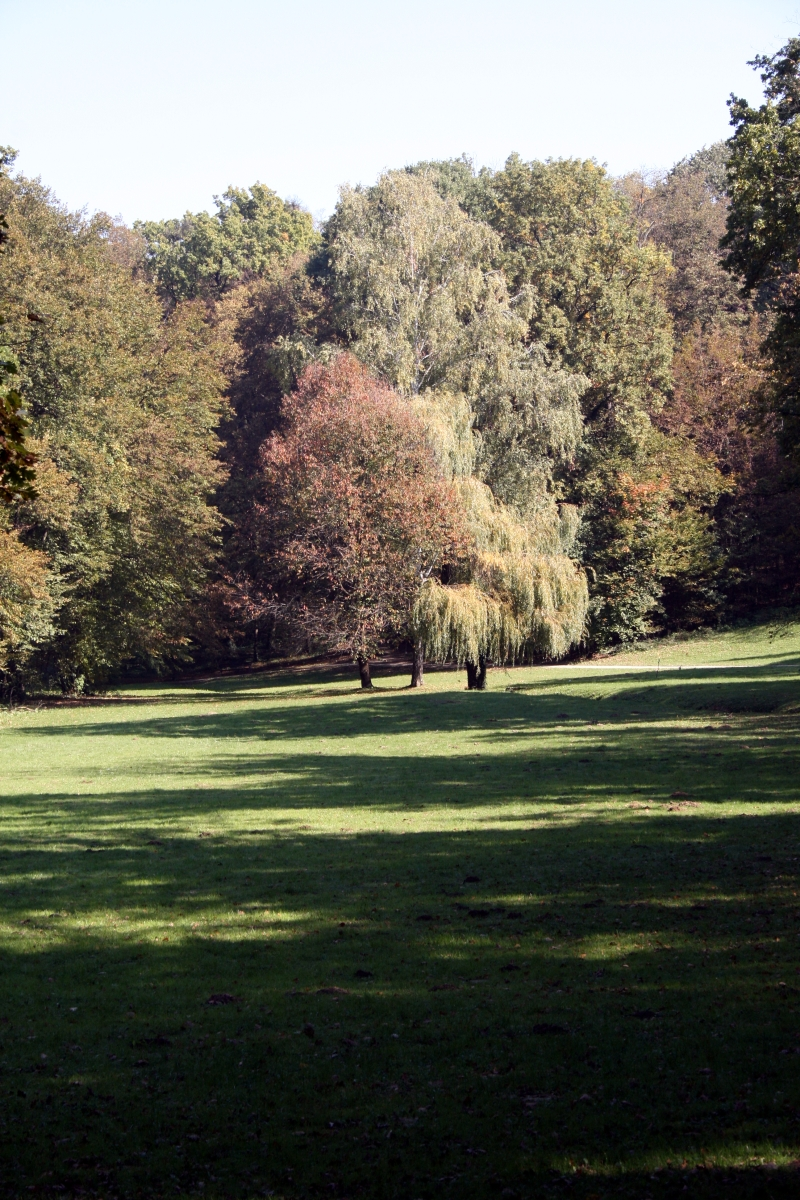
Pelouse du parc
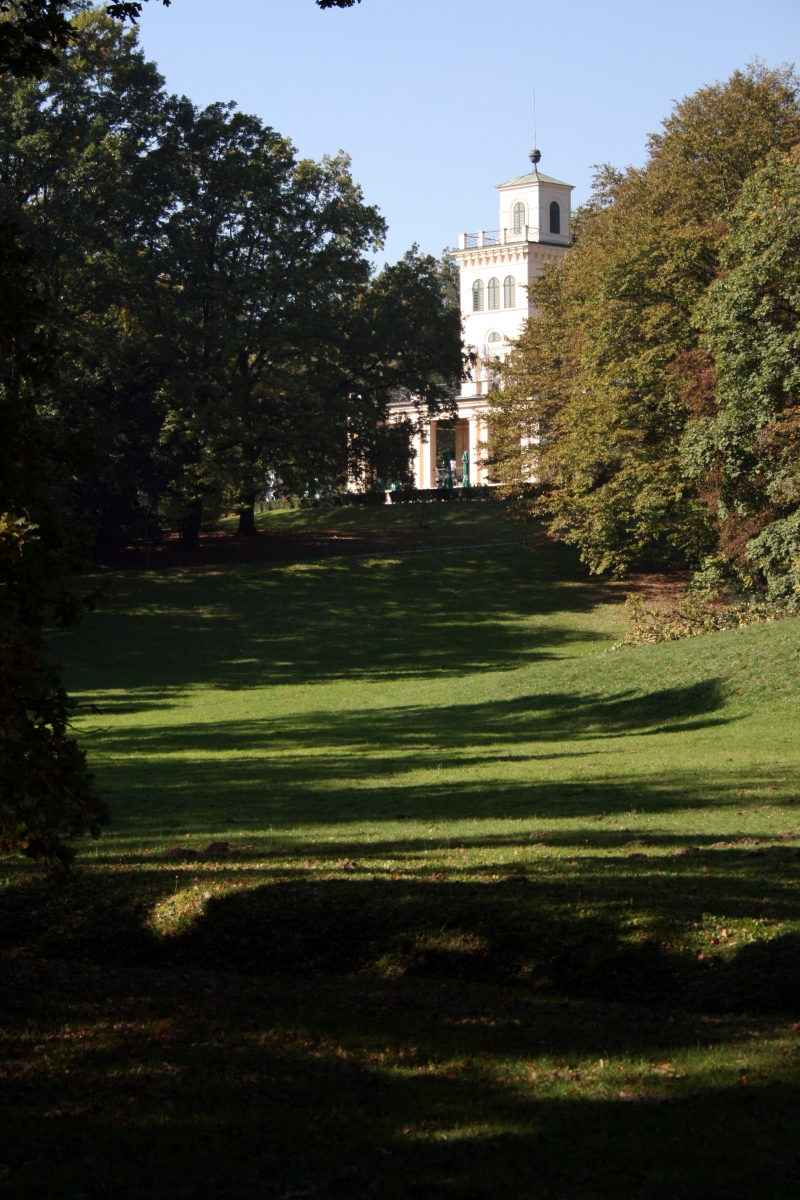
Tour-belvédère depuis une percée visuelle
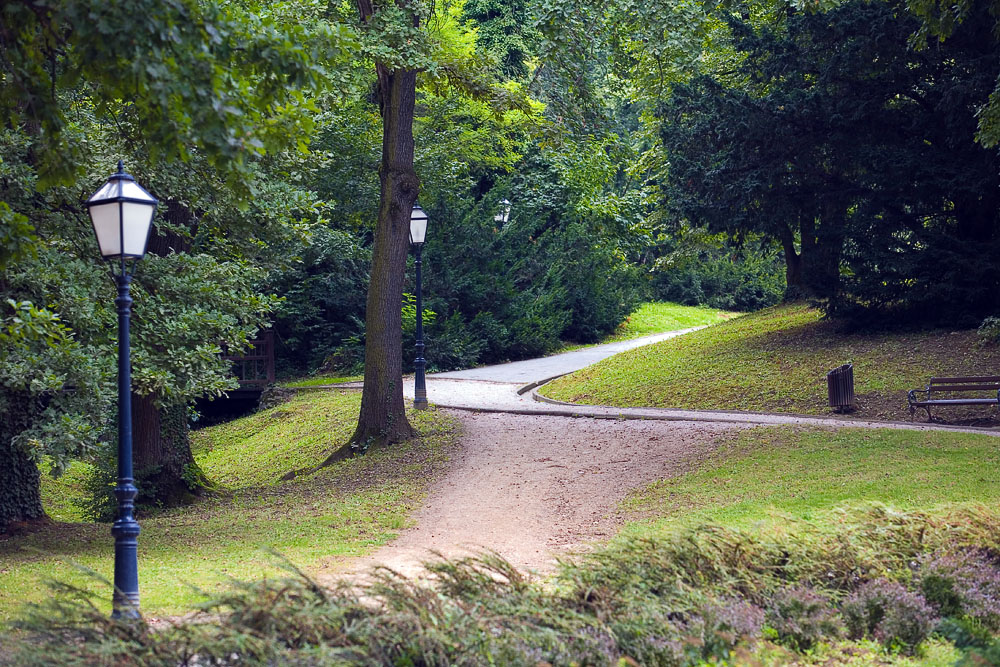
Promenade
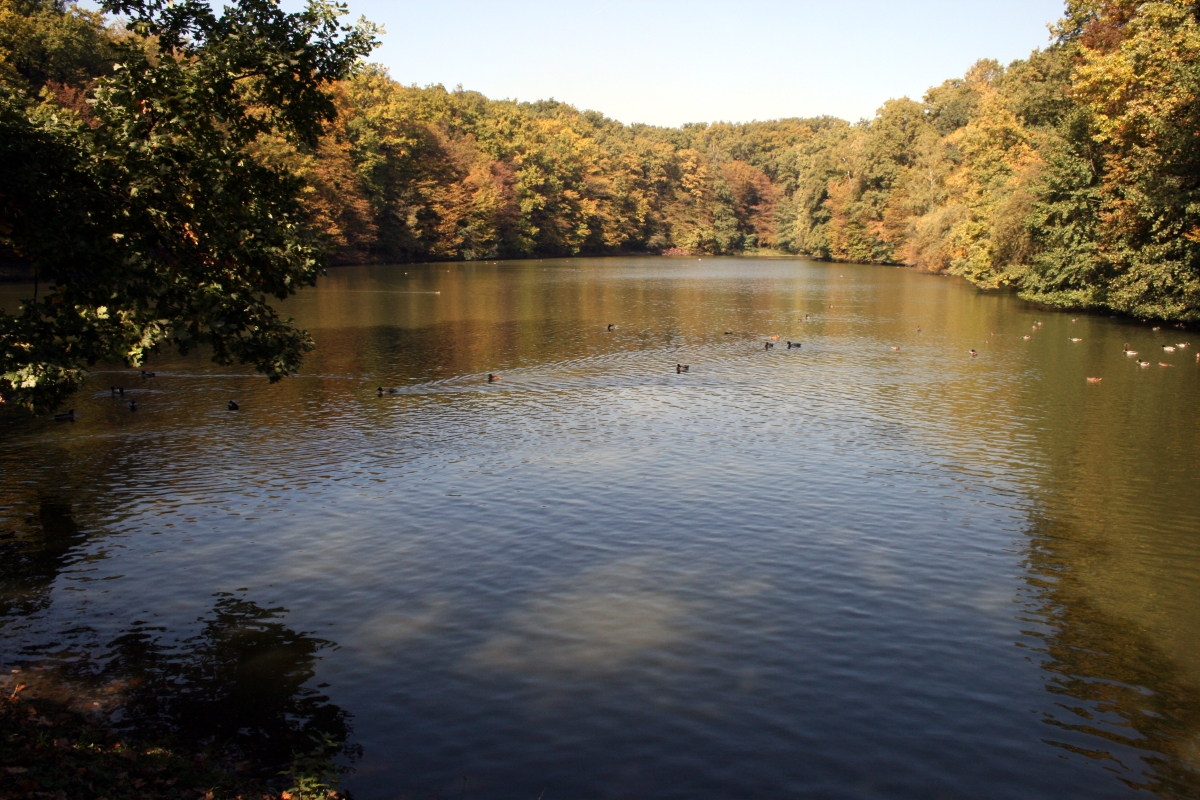
Mare aux canards
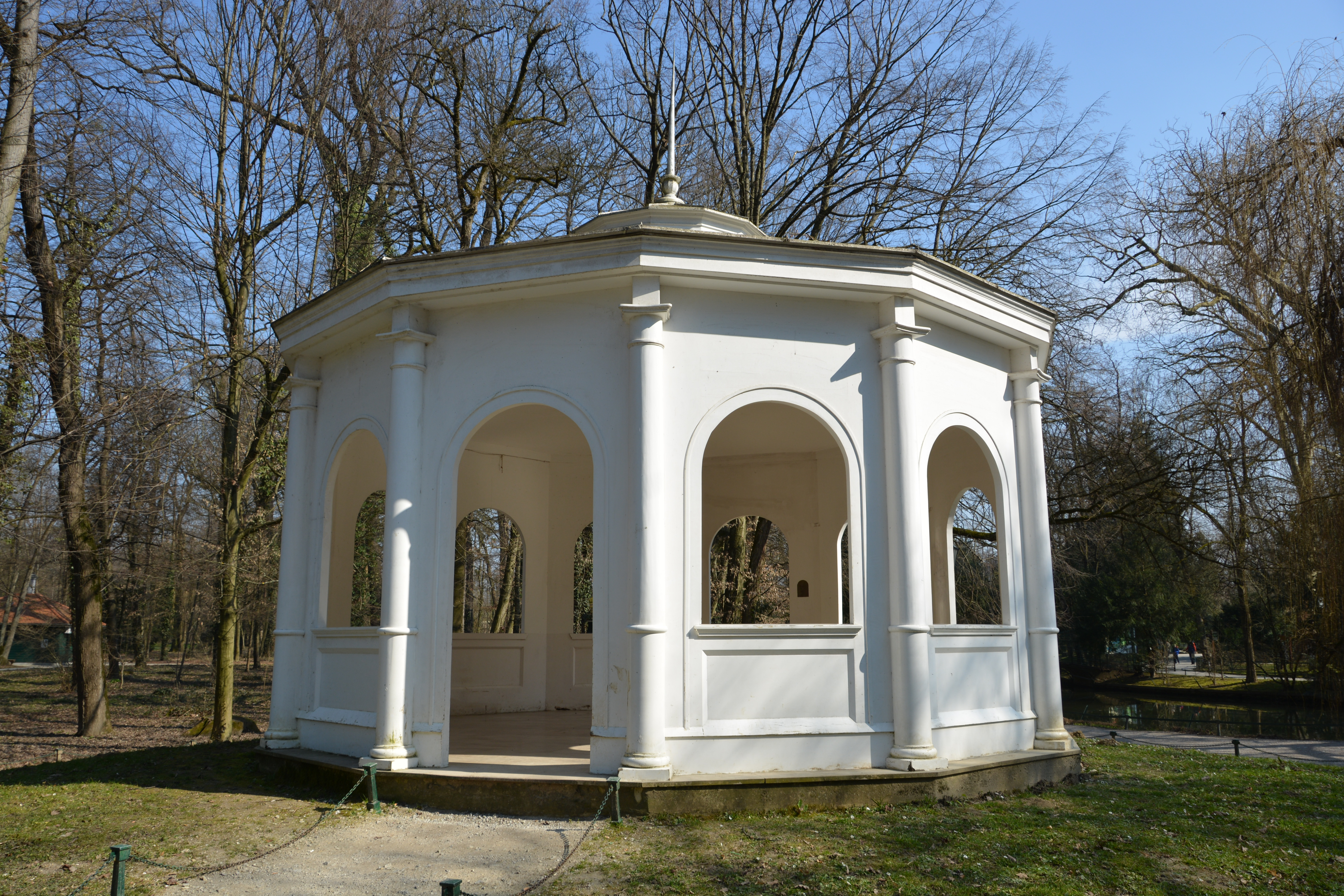
Pavillon de l'écho, de Franz Schücht, vers 1840
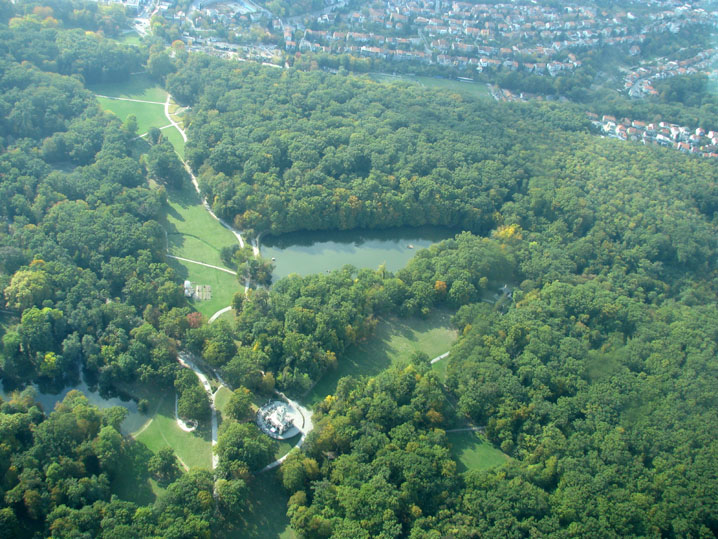
Vue aérienne
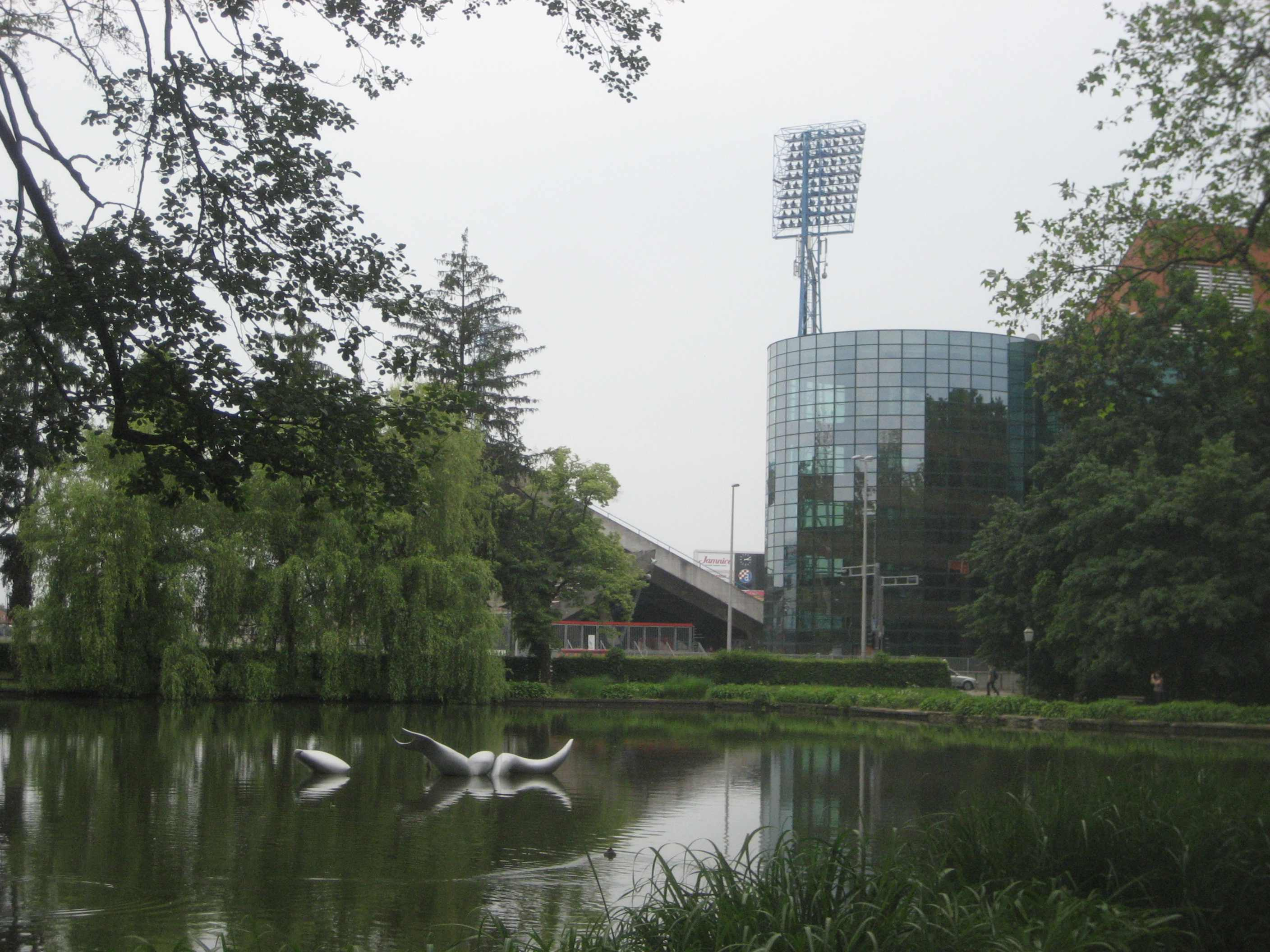
Vue depuis le parc Maksimir vers le stade Maksimir

### Filmographie
- [vidéo] (de) Maksimir Park, de Eva  Jobst, de telekult, MDR, Arte, 2015, 52 min [présentation en ligne] ; première diffusion sur Arte en allemand, le 14 juin 2015.